# Paula Ortiz
Paula Ortiz Álvarez (Zaragoza, 8 de enero de 1979) es una directora, guionista y productora española. Con su primer largometraje, De tu ventana a la mía, fue nominada al premio Goya 2011 a mejor director novel y ganó el premio Pilar Miró 2011 en la Seminci de Valladolid.

## Biografía
Paula Ortiz nació en Zaragoza en 1979. Estudió  en el Colegio Público Doctor Azúa de Zaragoza. Licenciada en Filología Hispánica por la Universidad de Zaragoza (2002) y máster en Escritura para Cine y TV de la Universidad Autónoma de Barcelona (2003), disfrutó de una beca FPU del Ministerio de Educación (2004-2008), trabajando como investigadora y profesora en el área de Estudios de Cine y otros Medios Audiovisuales del Departamento de Historia del Arte de la Universidad de Zaragoza. Fruto de este trabajo fue su tesis doctoral, titulada El guion cinematográfico: actualización de sus bases teóricas y prácticas, dirigida por Agustín Sánchez Vidal y defendida el 31 de enero de 2011 en la Universidad de Zaragoza.
Se formó en dirección de cine en el Graduate Department of Film and Television de la Tisch School of the Arts de la Universidad de Nueva York (NYU) y completó sus estudios de guion en la UCLA, Los Ángeles, principal centro de formación cinematográfica de California. Fue miembro del Taller Bigas Luna, para narradores audiovisuales, y ha participado en la Screenwriters Expo de Los Ángeles y otros foros de guionistas en España y Estados Unidos.

## Trayectoria
Profesora ayudante doctor de Historia del cine en el grado de Comunicación Audiovisual de la Universidad de Barcelona, enseñó también Guion y Análisis Fílmico en la Universidad San Jorge de Zaragoza.
Colaboró en la realización de la Enciclopedia Infantil Hoobs para Mízar Multimedia sobre un proyecto de Jim Henson's Company. También ha realizado campañas de publicidad para diversas firmas: Women Secret, Pikolin, Ebrosa o campañas institucionales del Gobierno de Aragón. 
Además, continúa con colaboraciones esporádicas en otros centros formativos donde imparte talleres, conferencias y seminarios como la ECAM (Escuela de Cine de Madrid), ESCAC (Escuela de Cine de Cataluña), Universidad San Pablo CEU, Universidad Autónoma de Madrid, Universidad de Navarra, Universidad de Valladolid, James Madison University (Virginia, USA), etc. Colabora con el máster de Escritura para cine y TV de la UAB (Universidad Autónoma de Barcelona), el máster de Branding y Transmedia de la UAB o el máster en técnicas de Investigación en Historia del Arte de la Universidad de Zaragoza. Colabora con varias revistas y posee varias publicaciones, libros y artículos, relacionados con la narrativa para imagen y la escritura de guion.
En 2010, Paula Ortiz fundó la productora Amapola films junto a Kike Mora, Raúl García y Jesús Bosqued.
Es miembro de CIMA (Asociación de mujeres cineastas y de medios audiovisuales de España) y miembro fundador y vicepresidenta de EWA Network (European Women Audiovisual Network). Reivindica la presencia de las mujeres en el cine y la necesidad de su tratamiento en la industria como sujeto y no como anécdota cultural u objeto.

## Carrera fílmica
En su labor como guionista y directora ha realizado dos largometrajes: De tu ventana a la mía (2011) y La novia (2015); un documental: Relato de esperanza (2006); y varios cortometrajes: Para hacer una historia en cinco minutos (2001), Saldría a pasear todas las noches (2002), El rostro de ido (2003), Fotos de familia (2004) y El hueco de Tristán Boj (2008). También ha dirigido el largometraje Al otro lado del río y entre los árboles (2022) y episodios de series televisivas, como el titulado Así de fácil para la miniserie de 2020 En casa y el titulado El asfalto para la temporada de 2021 de Historias para no dormir.

### De tu ventana a la mía
En verano de 2010 finalizó el rodaje de su primer largometraje, De tu ventana a la mía, producido por Amapola Films, Oria Films y Zentropa Spain, protagonizado por Maribel Verdú, Leticia Dolera, Álex Angulo y Roberto Álamo, entre otros. La película  consiguió en la 56.ª Edición de la Seminci de Valladolid el “Premio Internacional Pilar Miró a la Mejor Dirección Novel”, así como una Mención Especial Fifresci de la crítica internacional. También obtuvo tres candidaturas a los Premios Goya 2012: “Mejor Dirección Novel”, “Mejor actriz de reparto” y “Mejor canción original” así como la Mención Especial del Jurado a la Dirección, y una Mención del Festival de Óperas Primas de Tudela. En su estreno internacional en el Shanghai International Film Festival consiguió la Mención Especial del Jurado y el premio Jin Jué a la Mejor Banda Sonora. Además en el Festival Internacional de Mons (Bruselas) consiguió el Premio Internacional de la Crítica Femenina Feadora. El film, distribuido por Alta Films en España y Vértice Sales en los mercados internacionales, se estrenó en marzo de 2012.

### La novia
En septiembre de 2014 terminó de rodar en España y Turquía su segunda película: una coproducción entre España, Turquía y Alemania: La novia, adaptación libre de la obra Bodas de sangre, de Federico García Lorca, protagonizada por Inma Cuesta, Álex García, Asier Etxeandia, Luisa Gavasa y Leticia Dolera, producida por Get in the Picture Productions, donde colaboran Mantar Films, TVE y otros. Seleccionada para el Festival de Cine de San Sebastián de 2015, fue estrenada en España en diciembre de ese año. Fue nominada en nueve categorías en la tercera edición de los premios Feroz y consiguió seis de ellos (mejor tráiler, mejor música original, mejor actriz de reparto, mejor actriz protagonista, mejor dirección y mejor película dramática). Igualmente fue nominada en ocho categorías en los premios del Círculo de Escritores Cinematográficos, llevándose cuatro de ellos (mejor música, mejor fotografía, mejor guion adaptado y mejor actriz secundaria). En los premios Gaudí obtuvo cuatro nominaciones (mejor actriz, mejor vestuario, mejor maquillaje y mejor película en lengua no catalana). En los Premios Goya 2016 fue la película con mayor número de nominaciones, doce en total (mejor maquillaje y peluquería, mejor música original, mejor sonido, mejor fotografía, mejor dirección artística, mejor guion adaptado, mejor actor revelación, mejor actriz de reparto, mejor actriz protagonista, mejor actor protagonista, mejor dirección y mejor película) logrando el Goya a la mejor fotografía y a la mejor actriz de reparto.

### Al otro lado del río y entre los árboles
El 30 de marzo de 2022, tras un rodaje en Italia condicionado por la pandemia de COVID-19, estrenó en el Sun Valley Film Festival, de Idaho, bajo el título original Across the river and into the trees, la adaptación al largometraje de la novela homónima de Ernest Hemingway, protagonizado por Liev Schreiber, Matilda De Angelis, Josh Hutcherson, Laura Morante y Danny Huston. El 2 de julio de 2022 tuvo su estreno oficial en Europa en la jornada de clausura de la 20.ª edición del Ischia Film Festival, proyectándose en la Piazza d'Armi del Castillo Aragonés.Llegó a la cartelera de España el 11 de octubre de 2023.

### Teresa
A principios de julio de 2022 anunció el inicio del rodaje de Teresa, versión libre de la obra La lengua en pedazos, de Juan Mayorga, a su vez basada en El libro de la Vida, de santa Teresa de Jesús. Con Blanca Portillo y Greta Fernández encarnando a Teresa adulta y joven, en el reparto participan también Asier Etxeandia, Consuelo Trujillo, Luis Bermejo y Claudia Traisac. Su estreno mundial tuvo lugar en la sección oficial fuera de concurso de la 68.ª edición de la Seminci de Valladolid, llegando a las salas comerciales el 24 de noviembre de 2023.

### La virgen roja
En abril de 2023, Prime Video divulgó que dirigiría Hildegart, renombrada como La virgen roja tiempo después, largometraje en torno a la vida de Hildegart Rodríguez Carballeira. En junio de 2023 se confirmó entre el elenco a Najwa Nimri, Alba Planas, Aixa Villagrán, Patrick Criado y Pepe Viyuela.

### Largometrajes
- De tu ventana a la mía (2011).
- La novia (2015).
- El asfalto (episodio de la serie televisiva Historias para no dormir) (2021).[31]
- Al otro lado del río y entre los árboles (Across the river and into the trees) (2022).
- Teresa (2023).[32]
- La virgen roja (2024)

### Cortometrajes
- Para contar una historia en cinco minutos, 2001. Premio a la Mejor Opera Prima del Festival de Cine de Fuentes de Ebro (SCIFE).[3]
- Saldría a pasear todas las noches. Declaración de Katerina, 2002. Adaptación de un cuento de Bernardo Atxaga.
- El rostro de Ido, 2003.
- Fotos de familia, 2005.
- El hueco de Tristán Boj, 2008.

## Premios y nominaciones
Premios Goya
| Año  | Categoría            | Película               | Resultado |
| ---- | -------------------- | ---------------------- | --------- |
| 2011 | Mejor director novel | De tu ventana a la mía | Nominada  |
| 2015 | Mejor director       | La novia               | Nominada  |
| 2015 | Mejor guion adaptado | La novia               | Nominada  |
| 2025 | Mejor dirección      | La virgen roja         | Nominada  |

Medallas del Círculo de Escritores Cinematográficos
| Año  | Categoría            | Película       | Resultado |
| ---- | -------------------- | -------------- | --------- |
| 2015 | Mejor director       | La novia       | Nominada  |
| 2015 | Mejor guion adaptado | La novia       | Ganadora  |
| 2023 | Mejor guion adaptado | Teresa         | Nominada  |
| 2024 | Mejor director       | La virgen roja | Nominada  |

Premios Simón
| Año  | Categoría       | Película       | Resultado |
| ---- | --------------- | -------------- | --------- |
| 2015 | Mejor dirección | La novia       | Ganadora  |
| 2024 | Mejor dirección | La virgen roja | Nominada  |

Premios Seminci
| Año  | Categoría                          | Película               | Resultado |
| ---- | ---------------------------------- | ---------------------- | --------- |
| 2011 | Pilar Miró al mejor director novel | De tu ventana a la mía | Ganadora  |

Festival Internacional de Cine de Huesca
| Año  | Premio                  | Resultado |
| ---- | ----------------------- | --------- |
| 2016 | Premio Ciudad de Huesca | Ganadora  |